# Laurie Thompson
Laurie Thompson, född 26 februari 1938 i York, England, död 8 juni 2015, var en brittisk universitetslärare och översättare.
Thompson har varit bosatt i Sverige och är framför allt bemärkt för sina översättningar av svensk litteratur till engelska. Han var redaktör för Swedish Book Review 1983-2002 och lärare vid University of Wales i Aberystwyth och  Lampeter.

## Utmärkelser
- 1986 Hedersdoktor vid Linköpings universitet
- 2003 Svenska Akademiens pris för introduktion av svensk kultur utomlands